# Clerota rigifica
Clerota rigifica är en skalbaggsart som beskrevs av Oliver Erichson Janson 1917. Clerota rigifica ingår i släktet Clerota och familjen Cetoniidae. Inga underarter finns listade i Catalogue of Life.